# Sansevieria nitida
Espèce
Classification APG III (2009)
Sansevieria nitida, également appelée Dracaena nitida, est une espèce de plantes de la famille des Liliaceae et du genre Sansevieria.

## Description
Plante succulente, Sansevieria nitida est une espèce de sansevières à larges et longues feuilles de couleur bleu-vert striées de zone vert-clair avec des bords brun-clair à violets.

## Distribution et habitat
L'espèce est originaire d'Afrique de l'Est, présente au Kenya, et a été identifiée comme espèce à part entière en 2001 par Juan Chahinian.